# Franjo Dvoržak
Franjo „Franta“ Dvoržak (geboren am 30. Mai 1915 in Karlovac; gestorben am 4. November 1986 in Zagreb) war ein Sportler im Unabhängigen Staat Kroatien (NDH) und in Jugoslawien.

## Werdegang
Franjo Dvoržak studierte Psychologie, Forstwirtschaft, Italienisch und Maschinenbau, brach die Studien jedoch ab. Auch auf eine Sportart konnte er sich nicht fokussieren und nahm im Schwimmen, Ski Alpin, Skispringen und Leichtathletik erfolgreich an Wettkämpfen teil.
Mit Weiten von 28 und 29 Metern wurde Franjo Dvoržak 1942 der erste nationale Meister des NDH im Skispringen. Diese Weite war damals kroatischer Rekord im Skispringen. Die Meisterschaften wurden 1942 auf der Skakaonica Medvenica mit dem K-Punkt von 35 Metern in Sljeme bei Zagreb ausgetragen.